# Шатель-де-Нёвр
Шате́ль-де-Нёвр (фр. Châtel-de-Neuvre) — коммуна во Франции, находится в регионе Овернь. Департамент коммуны — Алье. Входит в состав кантона Ле-Монте. Округ коммуны — Мулен.
Код INSEE коммуны — 03065.

## Население
Население коммуны на 2008 год составляло 532 человека.
| 1962 | 1968 | 1975 | 1982 | 1990 | 1999 | 2008 |
| ---- | ---- | ---- | ---- | ---- | ---- | ---- |
| 570  | 600  | 529  | 582  | 512  | 515  | 532  |

## Экономика
Основу экономики составляет виноделие.
В 2007 году среди 328 человек в трудоспособном возрасте (15—64 лет) 249 были экономически активными, 79 — неактивными (показатель активности — 75,9 %, в 1999 году было 74,3 %). Из 249 активных работали 219 человек (121 человек и 98 женщин), безработных было 30 (19 мужчин и 11 женщин). Среди 79 неактивных 13 человек были учениками или студентами, 38 — пенсионерами, 28 были неактивными по другим причинам.

## Достопримечательности
- Романская церковь Сен-Лоран (XI—XII века), исторический памятник
- Замок Мулен-Нёф (башня)
- Замок Ложер
- Мост через Алье. Первый мост, подвесной, был введён в эксплуатацию в 1870 году. В 1979 году на его месте был построен мост из предварительно напряжённого бетона.

## Фотогалерея

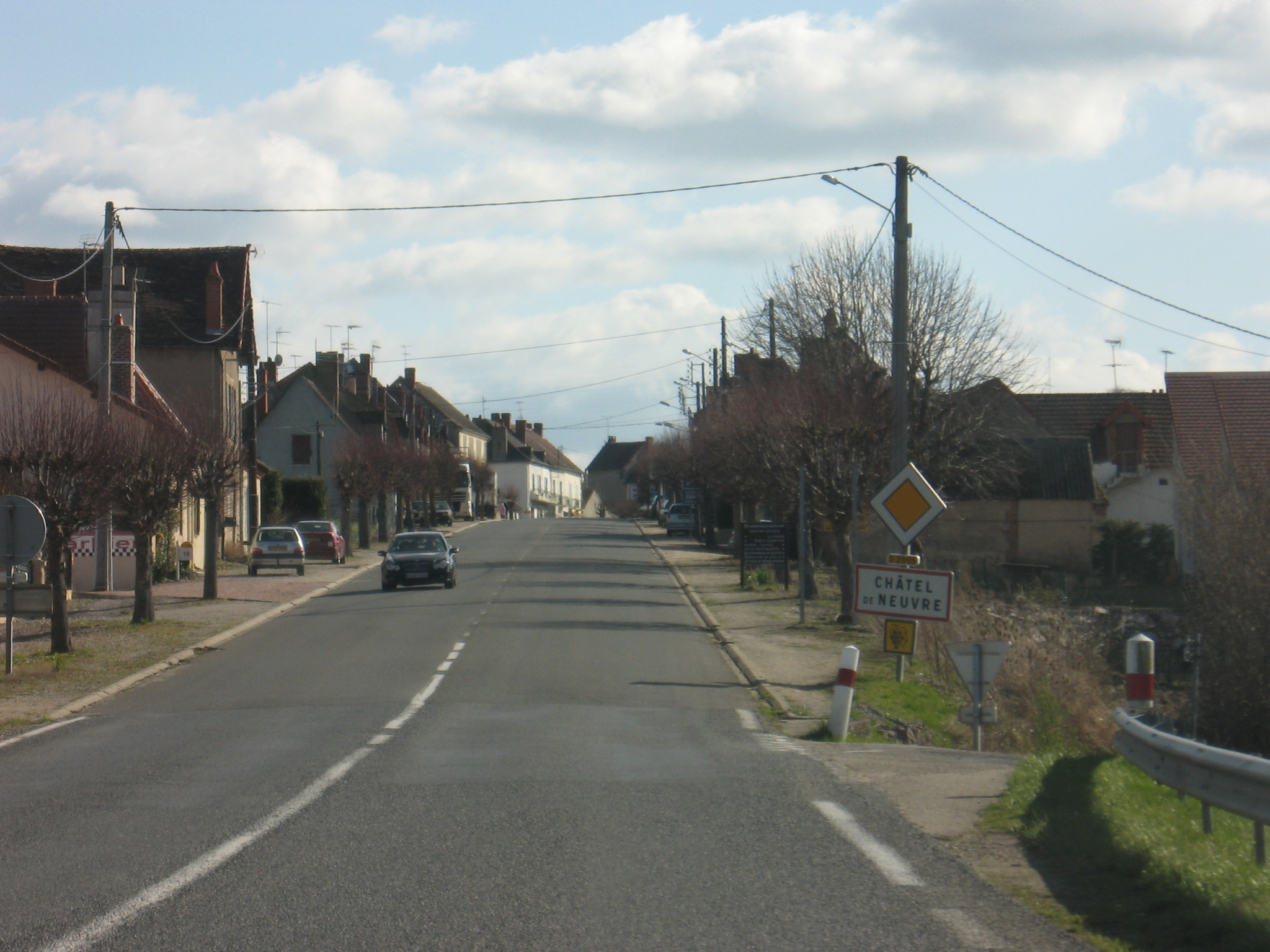
Шатель-де-Нёвр
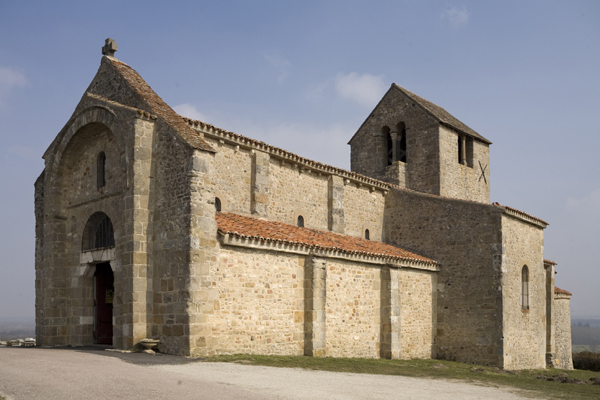
Церковь Сен-Лоран
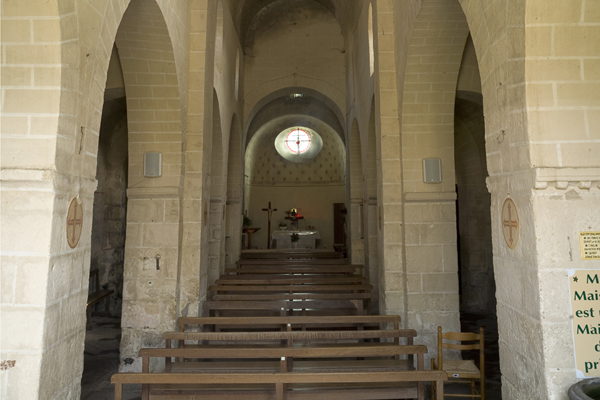
Внутри церкви Сен-Лоран